# Christopher Chase-Dunn
Christopher K. Chase-Dunn (Oregón, 10 de enero de 1944) es un sociólogo estadounidense conocido por sus contribuciones a la teoría de los sistemas-mundo creada por Immanuel Wallerstein.